# Thomas Frischknecht
Thomas Frischknecht (Uster, 17 febbraio 1970) è un ex mountain biker, ciclocrossista e ciclista su strada svizzero, specialista del cross country. Professionista fino al 2008, fu medaglia d'argento ai Giochi della XXVI Olimpiade e campione del mondo in questa disciplina nel 1996; campione del mondo marathon nel 2003 e 2005 e Campione del mondo di ciclocross nella categoria Junior nel 1988 e Dilettanti nel 1991. Nel 1999 è stato ammesso nella Mountain Bike Hall of Fame.

## Carriera
Il suo impegno agonistico comincia nel 1985 seguendo le orme del padre Peter, ex specialista di ciclocross vincitore di numerose medaglie mondiali, ottenendo presto una serie di successi che lo conducono al titolo mondiale juniores del 1988. Nel 1990 si sposta negli Stati Uniti per partecipare alle gare di mountain bike, sport da poco praticato a livello agonistico soprattutto nel continente americano, dove si guadagna il soprannome "Frischi". Vince l'argento nella categoria élite durante il primo campionato mondiale ufficiale di questa specialità nel 1990 a Durango, argento bissato nelle due edizioni successive del Ciocco e di Bromont. Conquista nel 1992, 1993 e 1995 il primo posto nella classifica finale di coppa del mondo di mtb cross country. Nel 1993 vince anche il titolo europeo cross country.
Nel mondiale del 1996 a Cairns terminò al secondo posto la prova di Cross Country dietro al francese Jérôme Chiotti. Questo successivamente confessò l'uso di EPO in quel periodo e perse il titolo a favore di Frischknecht. Nello stesso anno Frischknecht partecipa ai Giochi della XXVI Olimpiade di Atlanta, sia alla prova su strada, che corse su una bicicletta da ciclocross in sostituzione di Tony Rominger che si ammalò, sia nella prova di cross country in cui si aggiudicò la medaglia d'argento olimpica. Ottiene poi un altro argento mondiale nell'edizione del 2001, e successivamente due bronzi nel 2002 e 2004. All'incirca dal 2003 affianca alle competizioni cross country quelle della nuova specialità marathon, vincendo il titolo mondiale nel 2003 e 2005. Nel 2008 annuncia il suo ritiro.
Nella sua attività è stato a lungo legato a Tom Ritchey, produttore di telai e componenti per biciclette, che lo sponsorizzò fornendogli i mezzi con cui correva, e facendone un suo uomo-immagine. Successivamente si unirono come sponsor Swisspower, un consorzio produttore di elettricità da consumo, e la Scott, produttrice di biciclette.
Frischknecht ha mantenuto parallelamente all'impegno del mountain bike una brillante attività agonistica nel ciclocross, vincendo oltre al titolo juniores del 1988 un altro titolo mondiale come dilettante nel 1991, due bronzi (1990 e 1991) e l'argento tra le élite nel mondiale del 1997 in Baviera. Ha svolto anche attività su strada, vincendo due tappe al Grand Prix Tell.

## Palmarès

### Strada
- 1995

3ª tappa Grand Prix Tell
7ª tappa Grand Prix Tell

### Ciclocross
- 1987-1988 (Juniores)

Campionati del mondo, prova Junior
- 1989-1990

Ciclocross di Roma, 5ª prova Superprestige (Roma)
- 1990-1991

Campionati del mondo, prova Dilettanti
- 1991-1992

Vlaamse Druivenveldrit, 6ª prova Superprestige (Overijse)
Radquer Wetzikon, 10ª prova Superprestige (Wetzikon)
- 1992-1993

Ciclocross di Roma, 5ª prova Superprestige (Roma)
- 1993-1994

Cyclocross Gavere, 3ª prova Superprestige (Asper-Gavere)
Radquer Wetzikon, 9ª prova Superprestige (Wetzikon)
- 1996-1997

Campionati svizzeri
Ciclocross di Gansingen
- 1998-1999

Campionati svizzeri
Ciclocross di Hombrechtikon
Ciclocross di Meilen
Grote Prijs Montferland, 5ª prova Coppa del mondo (Zeddam)
Magstadt Internationales Radcross (Magstadt)
- 1999-2000

Ciclocross di Liestal
Ciclocross di Obergoesgen
- 2000-2001

Cyclo-Cross Safenwil (Safenwil)
Magstadt Internationales Radcross (Magstadt)
- 2001-2002

Campionati svizzeri
Ciclocross di Castelnuovo in Garfagnana
Internationales Radquer Dagmersellen (Dagmersellen)
- 2002-2003

Ciclocross di Hittnau
Internationales Radquer Dagmersellen (Dagmersellen)
Ciclocross di Hombrechtikon
Ciclocross di Russikon
- 2004-2005

San Mateo-Bianchi Cross
San Mateo-Coyote Point
- 2005-2006

Magstadt Internationales Radcross (Magstadt)
- 2008-2009

Internationales Radquer Steinmaur (Steinmaur)

### Mountain bike
- 1992

2ª prova Coppa del mondo, Cross country (Landgraaf)
3ª prova Coppa del mondo, Cross country (Strathpeffer)
6ª prova Coppa del mondo, Cross country (Mont-Sainte-Anne)
7ª prova Coppa del mondo, Cross country (Mount Snow)
Classifica finale Coppa del mondo, Cross country
- 1993

Campionati europei, Cross country
1ª prova Coppa del mondo, Cross country (Barcellona)
4ª prova Coppa del mondo, Cross country (Mount Snow)
Classifica finale Coppa del mondo, Cross country
- 1994

5ª prova Coppa del mondo, Cross country (Mount Snow)
6ª prova Coppa del mondo, Cross country (Mont-Sainte-Anne)
- 1995

5ª prova Coppa del mondo, Cross country (Vail)
8ª prova Coppa del mondo, Cross country (Mammoth Lakes)
Classifica finale Coppa del mondo, Cross country
- 1996

Campionati del mondo, Cross country
1ª prova Coppa del mondo, Cross country (Lisbona)
3ª prova Coppa del mondo, Cross country (Sankt Wendel)
10ª prova Coppa del mondo, Cross country (Hawaii)
- 1997

3ª prova Coppa del mondo, Cross country (Sankt Wendel)
- 1998

3ª prova Coppa del mondo, Cross country (Budapest)
- 1999

7ª prova Coppa del mondo, Cross country (Canmore)
- 2001

7ª prova Coppa del mondo, Cross country (Kaprun)
- 2003

Campionati del mondo marathon
- 2005

Campionati del mondo marathon

## Piazzamenti

### Competizioni mondiali
- Campionati del mondo di mountain bike

Durango 1990 - Cross Country: 2º
Il Ciocco 1991 - Cross Country: 2º
Bromont 1992 - Cross Country: 2º
Cairns 1996 - Cross Country: vincitore
Château-d'Œx 1997 - Cross Country: 6º
Mont-Sainte-Anne 1998 - Cross Country: 14º
Åre 1999 - Cross Country: 22º
Sierra Nevada 2000 - Cross Country: 14º
Vail 2001 - Cross Country: 2º
Kaprun 2002 - Cross Country: 3º
Lugano 2003 - Cross Country: 11º
Les Gets 2004 - Cross Country: 3º
Livigno 2005 - Cross Country: 5º
Rotorua 2006 - Cross Country: 6º
Fort William 2007 - Cross Country: 30º
Val Di Sole 2008 - Cross Country: 27º
- Campionati del mondo di mountain bike marathon

Lugano 2003: vincitore
Lillehammer 2005: vincitore
Oisans 2006: 6º
Verviers 2007: 69º
Villabassa 2008: 7º
- Giochi olimpici

Atlanta 1996 - In linea: 110º
Atlanta 1996 - Cross Country: 2º
Sidney 2000 - Cross Country: 6º
Atene 2004 - Cross Country: 7º
- Campionati del mondo di ciclocross

Hägendorf 1988 - Juniores: vincitore
Getxo 1990 - Dilettanti: 3º
Gieten 1991 - Dilettanti: vincitore
Leeds 1992 - Dilettanti: 3º
Corva 1993 - Dilettanti: 6º
Koksijde 1994: 7º
Montreuil 1996: 22º
Monaco di Baviera 1997: 2º
Poprad 1999: 5º
Zolder 2002: 10º

## Riconoscimenti
- Mendrisio d'argento del Velo Club Mendrisio nel 2005